# Druckluftschleifer

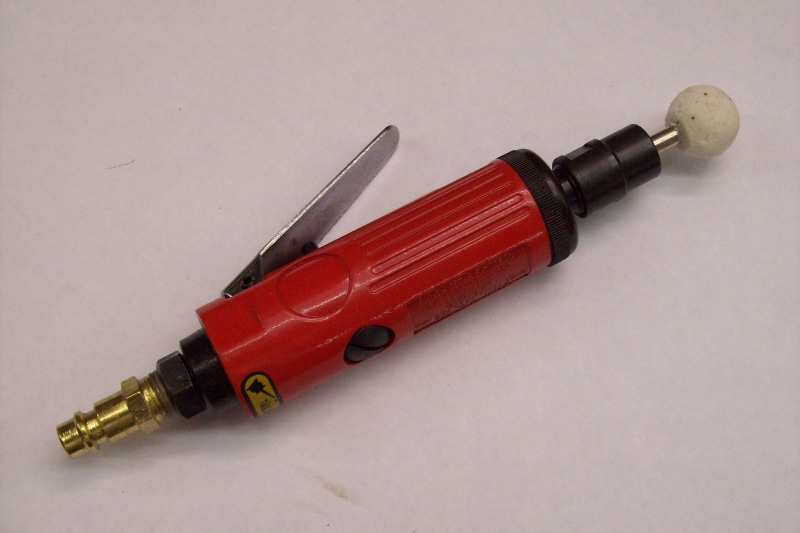
Druckluftschleifer mit kugelförmigem Schleifkörper

Ein Druckluftschleifer ist ein mit Druckluft betriebenes Schleifgerät, das mit verschiedenen Einsätzen betrieben werden kann. 
Die Spindel dreht mit relativ hoher Drehzahl, um auch bei kleineren Schleifeinsätzen eine ausreichende Umfangsgeschwindigkeit zu erreichen. Die Drehzahl wird über den angelegten Luftdruck geregelt. Gegenüber elektrischen Geräten zeichnen sich Druckluftgeräte durch ihr geringeres Leistungsgewicht aus. Außerdem wird durch den stromlosen Betrieb und somit das Ausbleiben von Funkenbildung im Antrieb das Arbeiten in explosionsgefährdeten Bereichen ermöglicht.
Druckluftschleifer werden in der Regel in der Industrie verwendet, um scharfe Werkstückkanten zu entgraten. Sie können auch mit mehreren Aufsätzen bestückt werden, wie z. B. Fräser oder auch diversen Schleifaufsätzen.